# Michael Moore
Michael Francis Moore (født 23. april 1954) er en amerikansk dokumentarfilminstruktør og forfatter, der er kendt for sine satiriske udgivelser og for sine markante, politiske synspunkter.

## Karriere
Moore slog igennem med filmen Roger & Me, en dokumentarfilm fra 1989, som handler om, hvad der skete med hans hjemby Flint nær Detroit i Michigan, efter at General Motors lukkede deres fabrik og i stedet åbnede en ny i Mexico, hvor arbejdskraften var meget billigere.
I 1995 viste Moore Canadian Bacon, der er en satirisk filmfiktion, hvor en amerikansk politiker (spillet af Alan Alda) konstruerer en krig mod Canada for at øge sin popularitet.
I forbindelse med lanceringen af bogen Downsize This! tog Michael på en turné, som resulterede i dokumentaren The Big One (1997).[kilde mangler]
Moores dokumentarfilm Bowling for Columbine fra 2002 undersøger kulturen omkring våben og vold i USA. Bowling for Columbine opnåede særlig opmærksomhed under filmfestivalen i Cannes og vandt den franske Césarpris for bedste udenlandske film. Den vandt også en Oscar i 2003 for bedste dokumentarfilm.
Da Moore modtog sin Oscar, skabte han meget postyr, fordi han benyttede lejligheden til at fordømme USA's præsident George W. Bush for invasionen af Irak i 2003, noget som blev modtaget med blandede reaktioner i salen og i resten af landet.[kilde mangler]
Han har også instrueret to satiriske tv-serier, USA på hovedet (TV Nation) og Den Pinlige Sandhed (The Awful Truth).
Moores næste film, Fahrenheit 9/11, handler om USA og eftervirkningerne af terrorangrebet den 11. september 2001, specielt Bush-administrationens handlinger. Den påstår, at der er forbindelser mellem Bush-familien og Osama bin Laden. Filmen vandt Guldpalmen, den højeste pris, under filmfestivalen i Cannes, noget som ingen dokumentarfilm have gjort siden Jacques Cousteaus Le monde du silence i 1956.[kilde mangler]
Filmen fik problemer med distributionen, da Disneykoncernen nægtede at distribuere den til biografer i USA, til trods for at den allerede havde finansieret produktionen og distributionen via datterselskabet Miramax. Dette problem løstes dog i juni 2004, da Harvey Weinstein og Bob Weinstein oprettede Fellowship Adventure Group for at distribuere filmen sammen med Lion’s Gate, IFC Films.[kilde mangler]
Forfatteren til bogen Fahrenheit 451, Ray Bradbury, udtalte i et interview med den svenske avis Dagens Nyheter at "Michael Moore is a screwed a**hole, that is what I think about that case. [Moore] is a horrible human being – horrible human!" Da han blev spurgt om sit eget politiske standpunkt, svarede han "That has nothing to do with it. He copied my title; that is what happened. That has nothing to do with my political opinions." Michael Moore har som altid en evne til at hidse andre amerikanere op, både for og imod ham.[kilde mangler]
Moore har instrueret flere musikvideoer, især for det venstreorienterede politiske rockband Rage Against the Machine, inklusive "Sleep Now in the Fire", og "Testify", hvor han igen benytter chancen til at fordømme George W. Bush. Moore blev arresteret under optagelserne til "Sleep Now in the Fire", som blev filmet på Wall Street, efter at New York City havde nægtet Rage Against the Machine tilladelse til at spille der. Moore har også instrueret en musikvideo for System of a Down's "Boom!", som mange tv-stationer nægter at vise. [kilde mangler]

## Politik
Moore har tidligere højlydt kritiseret kapitalisme, USA's for-profit, private sundhedssystem, samt USA’s tidligere præsident George W. Bush og nuværende præsident Donald Trump
Moore støttede ved præsidentvalget i 2016 den Demokratiske senator for delstaten Vermont, den erklærede demokratiske socialist Bernie Sanders.
Den 18. oktober 2019 erklærede han sin støtte til Bernie Sanders' præsidentkampagne til præsidentvalget i november 2020. Han var én af hovedtalerne til et af Sanders' rallies få dage efter, hvor han officielt erklærede sin støtte til senatoren og hans budskab foran næsten 26.000 støtter i Queensbridge Park i New York City.

## Værker

### Bøger
- Downsize This!, (1996) ISBN 0-330-41915-3
- Adventures In A TV Nation, New York, (1998) ISBN 0-06-098809-6
- Stupid White Men ...and Other Sorry Excuses for the State of the Nation!, New York, (2001) ISBN 0-06-039245-2
- Dude, Where's My Country?, New York, (2003) ISBN 0-446-53223-1

### Film
- Roger & Me (1989)
- Pets or Meat: The Return to Flint (1992) (TV)
- Canadian Bacon (1995)
- The Big One (1997)
- And Justice for All (1998)
- Bowling for Columbine (2002)
- Fahrenheit 9/11 (2004)
- Sicko (2007)
- Slacker Uprising (2008)
- Capitalism: A Love Story (2009)
- Where to invade next (2015)

### Tv-programmer
- USA på hovedet (TV Nation, 1994)
- Michael Moore – den pinlige sandhed (The Awful Truth, 1999)

## Eksterne links
- Wikimedia Commons har flere filer relateret til Michael Moore
- Moore's hjemmeside
- Michael Moore på Internet Movie Database (engelsk)
- Michael Moore på Filmdatabasen
- Michael Moore på Scope
- Michael Moore på Svensk Filmdatabas (svensk)
- Michael Moore på AlloCiné (fransk)
- Michael Moore på AllMovie (engelsk)
- Michael Moore på Turner Classic Movies (engelsk)
- Michael Moore på Rotten Tomatoes (engelsk)
- Michael Moore på The Movie Database (engelsk)
- Michael Moore på Internet Broadway Database (engelsk)
- Officiel Fahrenheit 9/11 Webside – Med forfilm for filmen
- Michael Moore & Fahrenheit 9/11 Link til skandinaviske & engelske Moore-venlige artikler, sites, bøger mm. (på Tidsskriftcentret.dk)

Kritiske røster om Michael Moore
- Truth About Bowling Arkiveret 25. januar 2009 hos  Wayback Machine
- Bowling For Truth Arkiveret 27. december 2021 hos  Wayback Machine
- Michael Moore Hates America, the movie Arkiveret 1. oktober 2004 hos  Wayback Machine
- Moore Exposed Arkiveret 12. juni 2004 hos  Wayback Machine

Michael Moores officielle svar til kritikere
- When You Wish Upon A Star – Michael Moores meddelelse på 7. maj 2004 Arkiveret 10. juni 2004 hos  Wayback Machine